# Proyecto curricular
El proyecto curricular es, según la legislación española el proceso de toma de decisiones por el cual el profesorado de una determinada etapa educativa establece, a partir del análisis del contexto de su centro, una serie de acuerdos acerca de las estrategias de intervención didáctica que va a utilizar, con el fin de asegurar la coherencia de su práctica docente. 
Las partes del proyecto curricular quedan recogidas actualmente por artículo 49 del Real Decreto 82/1996, de 26 de enero, por el que se aprueba el Reglamento Orgánico de las Escuelas de Educación Infantil y de los Colegios de Educación Primaria:
- a) Adecuación de los objetivos generales de la educación infantil y primaria al contexto socioeconómico y cultural del centro, y a las características de los alumnos, teniendo en cuenta lo establecido en el proyecto educativo del centro.
- b) Distribución de los objetivos, contenidos y criterios de evaluación de las distintas áreas.
- c) Decisiones de carácter general sobre metodología didáctica, los criterios para el agrupamiento de alumnos y para la organización espacial y temporal de las actividades.
- d) Criterios generales sobre evaluación de los aprendizajes y promoción de los alumnos.
- e) Orientaciones para incorporar, a través de las distintas áreas, los contenidos de carácter transversal.
- f) Organización de la orientación educativa y el plan de acción tutorial.
- g) Criterios y procedimientos previstos para realizar las adaptaciones curriculares apropiadas para los alumnos con necesidades educativas especiales.
- h) Materiales y recursos didácticos que se van a utilizar, incluidos los libros para uso de los alumnos.
- i) Criterios para evaluar y, en su caso, revisar los procesos de enseñanza y la práctica docente de los maestros.
- j) Programación de actividades complementarias y extraescolares.

Recientemente se ha propuesto por la Ley Orgánica de Educación y su decreto de enseñanzas mínimas de 7 de diciembre de 2006 la supresión del proyecto curricular y su sustitución por la concreción del currículo, como documento de reflexión pedagógica incluido dentro del proyecto educativo, aunque aprobado previamente por el Claustro, tal y como era el caso del proyecto curricular.

## Gestión de instituciones educativas
En su obra "La gestión de instituciones educativas", Patricio Chávez Soto, nos dice que gestión es un proceso amplio, integral y participativo cuya esencia es la transformación de las instituciones educativas y que se concreta en la construcción de los proyectos educativos, éste considerado como un proceso que siempre se está construyendo colectivamente, que tiene un principio, pero que posiblemente no tenga un fin pues se trata de prolongar a través de la vida de la institución su visión como escuela, es decir que clase de escuela quieren tener; cuyos actores de ésta, identifican y construyen "códigos" comunes, reflexionan sobre las relaciones presentes posibles, identifican problemas y fortalezas, asumen compromisos, viabilizan acciones, transforman esas relaciones, reflexionan nuevamente sobre los actuado para construir nuevos "códigos ".
En el Proyecto Educativo Institucional confluyen todos los agentes involucrados en el proceso educativo: los maestros, los estudiantes, los directivos, el personal administrativo, los padres de familia, los representantes de organizaciones civiles, entre otros, en definitiva el Proyecto Educativo Institucional permite sistematizar, sustentar, optimizar y concretar la gestión institucional, a través de una real orientación, conducción y desempeño colectivo.

## Fases del Proyecto educativo escolar
Las fases para la realización del Proyecto educativo escolar son:
- Fase 1 PREPARACIÓN. Se refiere al marco teórico del proyecto del plantel.
- Fase 2 DIAGNOSTICO. Es la descripción analítica del estado actual del plantel, síntesis histórica del plantel, diagnóstico:logros y problemas, alternativas de solución, visión de futuro.
- Fase 3 DISEÑO. Se trata del planteamiento del problema seleccionado, objetivos, compromisos, estrategias de solución seguimiento y evaluación., recursos, apoyos.
- Fase 4 CONSTRUCCIÓN DE VIABILIDAD. Consiste en la revisión de los avances, ajustes al proyecto, gestión de los recursos, concreción documental para efectos de seguimiento, conformar equipos de trabajo, cronograma de actividades.
- Fase 5 OPERACIÓN Y SEGUIMIENTO. Incluye los informes de seguimiento del proyecto educativo , reuniones de análisis de seguimiento.
- Fase 6 EVALUACIÓN. A través de reuniones de evaluación colectiva, ajustes de reformulación del proyecto educativo institucional.

- Datos: Q6089258